# Misi
El misi és una de les llengües indoeuropees, parlada a l'antiga Mísia a la costa sud del mar de Màrmara, a l'actual Turquia. Es té constància del seu ús des del segle VII al segle I aC.
Estrabó va assenyalar que la seva llengua era, en certa manera, una barreja del lidi i el frigi. Com a tal, l'idioma de Mísia podria ser una llengua anatòlica. No obstant això, un passatge d'Ateneu de Naucratis suggereix que el misi era similar a un idioma molt poc documentat, el peoni de Peònia, al nord de Macedònia.